# عبد الله أباد (سفيد دشت)
عبد الله أباد (بالفارسية: عبدالله‌آباد) هي قرية تقع في إيران في قسم سفید دشت الريفي.